# Simfonia núm. 3 (Bax)
La Simfonia núm. 3 és una simfonia del compositor britànic Arnold Bax composta l'any 1929. És una de les simfonies més interpretades i apreciades d'Arnold Bax.
Va ser la primera simfonia de Bax composta al Station Hotel de Morar, a les Terres altes d'Escòcia. El primer enregistrament va ser fet per la Hallé Orchestra dirigida per John Barbirolli el 1944. Dedicada a Henry Wood, ha estat una de les grans obres orquestrals de Bax interpretada amb més freqüència des de la seva mort, segurament per ser la més accessible.
A diferència de les seves dues primeres simfonies, la tercera és "suau, amb un caràcter ombrívol, dominat per l'esperit de les llegendes del Nord que, Bax reconeix, va influir en ell inconscientment".

## Moviments
Consta de tres moviments:
1. Lento moderato - Allegro moderato - Lento moderato - Allegro moderato
2. Lento
3. Moderato - Piu mosso - Tempo I - Epilogue

## Context
L'obra, iniciada durant l'hivern de 1928-1929 i dedicada a Henry Wood, es va acabar el 1929. Arnold Bax, que va començar els esbossos a Londres el 1928, els va completar a l'Hotel Station de Morar, a la costa oest d'⁣Escòcia. L'obra va ser estrenada el març de 1930 per Henry Wood.  El primer enregistrament va ser dirigit per l'⁣orquestra Hallé sota la direcció de John Barbirolli l'any 1944. El violista Bernard Shore descriu aquesta simfonia com «tan emocionant per tocar com per escoltar».

## Orquestració
L'obra està escrita per a tres flautes, incloent-hi un flautí, dos oboès, quatre clarinets, un clarinet baix, dos fagots, un doble fagot, quatre trompes, tres trompetes, tres trombons, una tuba, un conjunt de percussió que inclou timbals, bombo i tambor tenor, tambor, tamborí, plats, gong, xilòfon, glockenspiel, celesta, enclusa, dues arpes i cordes.

## Anàlisi
A diferència de les seves dues primeres simfonies, la tercera és «més suau que fosca, dominat per l'esperit de les llegendes nòrdiques que, admet Bax, el van influir inconscientment».
El segon moviment comença amb un solo de trompa, seguit del lluïment de les cordes greus i l'entrada d'un solo de trompeta amb una melodia evocadora, en una música força punyent. Aquest moviment reflecteix un paisatge menys amenaçador, de major tranquil·litat pastoral, però està impregnat d'un sentit creixent de nostàlgia. L'estat d'ànim es trenca amb l'obertura del tercer moviment.

### Primer moviment
El primer moviment, escrit inicialment per a instruments de vent, comença amb un solo de fagot que introdueix el tema melòdic principal, una melodia misteriosa les tres primeres notes de la qual adquiriran posteriorment una importància unificadora. El clarinet i altres instruments de vent-fusta s'uneixen al fagot en una secció de lento moderato inicial relativament curta. Les cordes greus introdueixen un nou element, un acompanyament als acords solemnes del metall, abans que la música es faci més ràpida i urgent i un accelerando introdueixi la secció allegro moderato, amb l'aparició d'un nou tema rítmic insistent que condueix a un clímax dinàmic. La música es calma per donar pas a un ambient més suau, protagonitzat per cinc violins solistes en una segona secció més serena, que es desenvolupa lentament abans de l'esclat del tema amb què s'obria el moviment. El tema sinuós de la introducció es confia en primer lloc a violes silenciades, la qual cosa porta al retorn d'elements temàtics i motius de la primera part del moviment, en la seva austeritat o la seva tendresa meditativa, abans d'una conclusió ferotge. Inusualment, Arnold Bax demana un sol cop d'enclusa en el clímax d'aquest moviment (la seva intenció original era més convencional, amb un xoc de plats).

### Segon moviment
El segon moviment, tranquil i oníric, comença amb un solo de trompa que introdueix el motiu principal, seguit d'un lluïment de les cordes inferiors i l'entrada d'una trompeta solista amb una melodia evocadora. Al llarg del moviment hi ha molts altres solos del metall, especialment trompeta, i la forma del moviment és relativament simple. Reflecteix un paisatge menys amenaçador, de més tranquil·litat, quasi pastoral, però està marcat per una nostàlgia creixent.

### Tercer moviment
L'ambient del segon moviment es trenca amb l'obertura del tercer moviment que s'obre amb un gong i notes repetides de les cordes i els vents de fusta, que aviat desemboca en un tema de ritme vigorós, suggeriment d'un scherzo enèrgic, que continua amb altres elements temàtics, abans del retorn del segon tema serè del primer moviment. Això condueix a l'epíleg, que comença amb un tema d'oboè i clarinet sobre el ritme constant de l'acompanyament de corda i arpa. El clima és inevitablement optimista, com si volgués exorcitzar els estats d'ànim foscos i salvatges de la primera i la segona simfonia. La tercera simfonia completa el recorregut de les tres primeres simfonies del compositor, que estan vinculades de moltes maneres i constitueixen un cicle per dret propi.